# Zygiella x-notata

Lưới của nhện Zygiella có những khu vực trống.

Zygiella x-notata là một con nhện trong họ Araneidae.

## Mô tả
Con cái dài đến 11mm còn con đực chỉ dài đến 7mm. Prosoma là màu vàng-nâu, với một dải giống như lá trên opisthosoma. Trong khí hậu ôn hoà, con trưởng thành xuất hiện từ tháng bảy-tháng mười, đôi khi ngay cả vào tháng mười hai. Ở những khu vực ấm áp hơn, chúng hoạt động suốt năm.
Nhện này giăng lưới chủ yếu vào khung cửa sổ, nhưng cũng có thể được tìm thấy trên các bức tường, hàng rào, hoặc dưới vỏ cây cổ thụ. Nó là rất phổ biến xung quanh các tàu thuyền và bến cảng trên toàn thế giới.

## Sinh sản
Con cái và con đực thường có thể được nhìn thấy cùng nhau trong một tổ. Con đực có khả năng xây dựng lưới tốt hơn hấp dẫn hơn cho con cái. Trứng qua mùa đông trong cái kén, nhện con nở vào mùa xuân tiếp theo.